# 481. п. н. е.

## Догађаји
- Конгрес на Коринтској превлаци